# Saison 2 de Buffy contre les vampires
Chronologie
Saison 1 Saison 3
La saison 2 de Buffy contre les vampires est composée de 22 épisodes. Elle reprend l'histoire de Buffy Summers, depuis son retour à Sunnydale jusqu'à son départ pour Los Angeles.  

## Évènements principaux
Deux mois après la mort du Maître, les vacances d'été sont terminées et Buffy est de retour à Sunnydale. Elle reprend les cours au lycée et retrouve ses amis Willow et Alex, son Observateur Giles et le vampire Angel, tout en continuant sa mission de Tueuse. Elle arrive dès son retour à empêcher la résurrection du Maître par le Juste des Justes, devenu le chef des vampires de la ville, et à surmonter le stress post-traumatique qu'elle ressentait depuis sa brève mort.     
La saison est marquée par l'arrivée d'un couple de vampires connus d'Angel, Spike et Drusilla, qui prennent rapidement la tête des vampires de la ville après avoir assassiné le Juste des Justes. Buffy et ses amis rencontrent également Kendra Young, une nouvelle Tueuse de vampires, activée après la brève mort de Buffy, et qui collaborera occasionnellement avec cette dernière.   
Alors qu'Alex entame une relation amoureuse tumultueuse avec Cordelia Chase et que Willow commence à pratiquer la magie et se met en couple avec Oz, un loup-garou, Buffy officialise sa relation avec Angel. Mais après avoir fait l'amour avec lui pour la première fois, le vampire perd son âme. Redevenu Angelus, le monstre qu'il était par le passé, il se rallie à Spike et Drusilla. Il tue Jenny Calendar, devenue la petite amie de Giles, après avoir appris qu’elle avait trouvé un moyen de lui rendre son âme. Il finit par tenter de réveiller Acathla, un ancien démon, dans le but de détruire le monde, alors que Kendra est tuée par Drusilla et que Spike se rallie brièvement à Buffy. Malgré le succès d’un rituel ayant rendu son âme au vampire, Buffy est finalement forcée de le tuer pour empêcher la résurrection du démon. Émotionnellement brisée, elle décide de quitter Sunnydale et d'abandonner ses amis, sa famille et sa vie de Tueuse.      

## Personnages

### Personnages principaux
- Sarah Michelle Gellar (VF : Claire Guyot) : Buffy Summers
- Nicholas Brendon (VF : Mark Lesser) : Alexander Harris
- Alyson Hannigan (VF : Virginie Ledieu) : Willow Rosenberg
- Charisma Carpenter (VF : Malvina Germain) : Cordelia Chase
- David Boreanaz (VF : Patrick Borg) : Angel (21 épisodes)
- Anthony Stewart Head (VF : Nicolas Marié) : Rupert Giles

### Personnages secondaires
- Kristine Sutherland (VF : Daniele Douet) : Joyce Summers (12 épisodes)
- James Marsters (VF : Serge Faliu) : Spike (épisodes 3, 6, 7, 9, 10, 13, 14, 16, 17, 19, 21 et 22)
- Juliet Landau (VF : Dorothée Jemma) : Drusilla (12 épisodes)
- Robia LaMorte (VF : Sophie Arthuys) : Jenny Calendar (11 épisodes)
- Seth Green (VF : Franck Capillery) : Oz (10 épisodes)
- Armin Shimerman (VF : Michel Paulin) : Principal R. Snyder (8 épisodes)
- Danny Strong (VF : Franck Capillery, Philippe Peythieu, Fabrice Josso et Bruno Raina) : Jonathan Levinson (6 épisodes)
- Bianca Lawson (VF : Magalie Barney) : Kendra Young (3 épisodes)
- Robin Sachs (VF : Luc Bernard) : Ethan Rayne (2 épisodes)
- Andrew J. Ferchland : Le Juste des Justes (2 épisodes)
- Mercedes McNab (VF : Valérie Siclay) : Harmony Kendall (1 épisode)
- Elizabeth Anne Allen (VF : Séverine Morizot) : Amy Madison (1 épisode)
- Julie Benz (VF : Laurence Crouzet) : Darla (1 épisode)

## Équipe de production
| - Joss Whedon : 5 épisodes - Bruce Seth Green : 5 épisodes - David Greenwalt : 2 épisodes - David Semel : 2 épisodes - John T. Kretchmer : 1 épisode - Ellen S. Pressman : 1 épisode - David Solomon : 1 épisode - Michael Lange : 1 épisode - James A. Contner : 1 épisode - Michael Gershman : 1 épisode - Deran Sarafian : 1 épisode - James Whitmore Jr : 1 épisode | - Joss Whedon : 6 épisodes (dont 1 en collaboration) - Marti Noxon : 6 épisodes (dont 1 en collaboration) - David Greenwalt : 3 épisodes (dont 1 en collaboration) - Rob Des Hotel : 3 épisodes en collaboration - Dean Batali : 3 épisodes en collaboration - Ty King : 2 épisodes - Carl Ellsworth : 1 épisode - David Fury : 1 épisode en collaboration - Elin Hampton : 1 épisode en collaboration - Matt Kiene : 1 épisode en collaboration - Joe Reinkemeyer : 1 épisode en collaboration - Howard Gordon : 1 épisode en collaboration |

## Épisodes

### Épisode 1:La Métamorphose de Buffy
- États-Unis : 15 septembre 1997 sur The WB
- France : 18 septembre 1998 sur M6

- États-Unis : 4,40 millions de téléspectateurs

- Kristine Sutherland (Joyce Summers)
- Robia LaMorte (Jenny Calendar)
- Dean Butler (Hank Summers)
- Andrew J. Ferchland (le Juste des Justes)
- Armin Shimerman (Principal Snyder)
- Brent Jennings (Absalom)

### Épisode 2:Le Puzzle
- États-Unis : 22 septembre 1997 sur The WB
- France : 25 septembre 1998 sur M6

- États-Unis : 4,40 millions de téléspectateurs

- Robia LaMorte (Jenny Calendar)
- Michael Bacall (Eric)
- Angello Spizziri (Chris Epps)
- Ingo Neuhaus (Daryl Epps)
- Melanie MacQueen (Mme Epps)

### Épisode 3:Attaque à Sunnydale
- États-Unis : 29 septembre 1997 sur The WB
- France : 2 octobre 1998 sur M6

- États-Unis : 4,90 millions de téléspectateurs

- Kristine Sutherland (Joyce Summers)
- Robia LaMorte (Jenny Calendar)
- James Marsters (Spike)
- Juliet Landau (Drusilla)
- Andrew J.Ferchland (le Juste des Justes)
- Armin Shimerman (Principal Snyder)
- Alexandra Johnes (Sheila Martini)
- Brian Reddy (le chef de la police Bob Munroe)

Première apparition de Spike et Drusilla.

### Épisode 4:La Momie inca
- États-Unis : 6 octobre 1997 sur The WB
- France : 9 octobre 1998 sur M6

- États-Unis : 4,70 millions de téléspectateurs

- Kristine Sutherland (Joyce Summers)
- Ara Celi (Ampata)
- Seth Green (Oz)
- Clayne Crawford  (Rodney Munson)

### Épisode 5:Dévotion
- États-Unis : 13 octobre 1997 sur The WB
- France : 16 octobre 1998 sur M6

- États-Unis : 4,80 millions de téléspectateurs

- Greg Vaughan (Richard Anderson)
- Todd Babcock (Tom Warner)
- Jordana Spiro (Callie Anderson)

### Épisode 6:Halloween
- États-Unis : 27 octobre 1997 sur The WB
- France : 30 octobre 1998 sur M6

- États-Unis : 5,90 millions de téléspectateurs

- Seth Green (Oz)
- James Marsters (Spike)
- Robin Sachs (Ethan Rayne)
- Juliet Landau (Drusilla)
- Armin Shimerman (Principal Snyder)

### Épisode 7:Mensonge
- États-Unis : 3 novembre 1997 sur The WB
- France : 23 octobre 1998 sur M6

- États-Unis : 5,00 millions de téléspectateurs

- James Marsters (Spike)
- Juliet Landau (Drusilla)
- Robia LaMorte (Jenny Calendar)
- Jason Behr (Billy Fordham)
- Jarrad Paul (Diego)

### Épisode 8:La Face cachée
- États-Unis : 10 novembre 1997 sur The WB
- France : 6 novembre 1998 sur M6

- États-Unis : 5,60 millions de téléspectateurs

- Robia LaMorte (Jenny Calendar)
- Robin Sachs (Ethan Rayne)
- Stuart McLean (Philip Henry)

### Épisode 9:Kendra, partie 1
- États-Unis : 17 novembre 1997 sur The WB
- France : 13 novembre 1998 sur M6

- États-Unis : 5,00 millions de téléspectateurs

- Seth Green (Oz)
- Bianca Lawson (Kendra Young)
- Juliet Landau (Drusilla)
- James Marsters (Spike)
- Saverio Guerra (Willie)
- Armin Shimerman (Principal Snyder)
- Kelly Connell (Norman Pfister)
- Eric Saiet (Dalton)
- Spice Williams (Patrice)

### Épisode 10:Kendra, partie 2
- États-Unis : 24 novembre 1997 sur The WB
- France : 20 novembre 1998 sur M6

- États-Unis : 5,40 millions de téléspectateurs

- Seth Green (Oz)
- Bianca Lawson (Kendra Young)
- Juliet Landau (Drusilla)
- James Marsters (Spike)
- Saverio Guerra (Willie)
- Kelly Connell (Norman Pfister)
- Spice Williams (Patrice)

### Épisode 11:Le Fiancé
- États-Unis : 8 décembre 1997 sur The WB
- France : 4 décembre 1998 sur M6

- États-Unis : 6,10 millions de téléspectateurs

- John Ritter (Ted Buchanan)
- Kristine Sutherland (Joyce Summers)
- Robia LaMorte (Jenny Calendar)
- James G. MacDonald (inspecteur Stein)
- Ken Thorley (Neal)

### Épisode 12:Œufs surprises
- États-Unis : 12 janvier 1998 sur The WB
- France : 11 décembre 1998 sur M6

- États-Unis : 6,50 millions de téléspectateurs

- Kristine Sutherland (Joyce Summers)
- Jeremy Ratchford (Lyle Gorch)
- James Parks (Tector Gorch)
- Rick Zieff (M. Whitmore)

### Épisode 13:Innocence, partie 1
- États-Unis : 19 janvier 1998 sur The WB
- France : 18 décembre 1998 sur M6

- États-Unis : 7,60 millions de téléspectateurs

- Seth Green (Oz)
- Kristine Sutherland (Joyce Summers)
- Robia LaMorte (Jenny Calendar)
- Brian Thompson (le Juge)
- Vincent Schiavelli (Oncle Enyos)
- James Marsters (Spike)
- Juliet Landau (Drusilla)
- Eric Saiet (Dalton)

### Épisode 14:Innocence, partie 2
- États-Unis : 20 janvier 1998 sur The WB
- France : 18 décembre 1998 sur M6

- États-Unis : 7,90 millions de téléspectateurs

- Seth Green (Oz)
- Kristine Sutherland (Joyce Summers)
- Robia LaMorte (Jenny Calendar)
- Brian Thompson (le Juge)
- Vincent Schiavelli (Oncle Enyos)
- James Marsters (Spike)
- Juliet Landau (Drusilla)
- Ryan Francis (le soldat)

### Épisode 15:Pleine lune
- États-Unis : 27 janvier 1998 sur The WB
- France : 30 janvier 1999 sur M6

- États-Unis : 7,30 millions de téléspectateurs

- Seth Green (Oz)
- Camila Griggs (le professeur de sport)
- Jack Conley (Cain)

### Épisode 16:Un charme déroutant
- États-Unis : 10 février 1998 sur The WB
- France : 6 février 1999 sur M6

- États-Unis : 5,80 millions de téléspectateurs

- Seth Green (Oz)
- Kristine Sutherland (Joyce Summers)
- Robia LaMorte (Jenny Calendar)
- James Marsters (Spike)
- Juliet Landau (Drusilla)
- Mercedes McNab (Harmony Kendall)
- Elizabeth Anne Allen (Amy Madison)
- Lorna Scott (Miss Beakman)

### Épisode 17:La Boule de Thésulah
- États-Unis : 24 février 1998 sur The WB
- France : 13 février 1999 sur M6

- États-Unis : 6,10 millions de téléspectateurs

- Kristine Sutherland (Joyce Summers)
- Robia LaMorte (Jenny Calendar)
- Richard Assad (le vendeur)
- James Marsters (Spike)
- Juliet Landau (Drusilla)

### Épisode 18:Réminiscence
- États-Unis : 3 mars 1998 sur The WB
- France : 20 février 1999 sur M6

- États-Unis : 6,10 millions de téléspectateurs

- Kristine Sutherland (Joyce Summers)
- Richard Herd (Dr Stanley Backer)
- Willie Garson (l'agent de sécurité)
- Andrew Ducote (Ryan)
- Juanita Jennings (Dr Wilkinson)

### Épisode 19:La Soirée de Sadie Hawkins
- États-Unis : 28 avril 1998 sur The WB
- France : 27 février 1999 sur M6

- États-Unis : 5,10 millions de téléspectateurs

- Meredith Salenger (Grace Newman)
- Christopher Gorham (James Stanley)
- John Hawkes (George le concierge)
- Miriam Flynn (Ms. Frank)
- Brian Reddy (le chef de la police Bob Munroe)
- James Marsters (Spike)
- Juliet Landau (Drusilla)
- Armin Shimerman (Principal Snyder)

### Épisode 20:Les Hommes Poissons
- États-Unis : 5 mai 1998 sur The WB
- France : 6 mars 1999 sur M6

- États-Unis : 5,10 millions de téléspectateurs

- Charles Cyphers (le coach Carl Martin)
- Jeremy Garrett (Cameron Walker)
- Wentworth Miller (Gage Petronzi)
- Conchata Ferrell (l'infirmière Greenleigh)
- Armin Shimerman (Principal Snyder)

### Épisode 21:Acathla, partie 1
- États-Unis : 12 mai 1998 sur The WB
- France : 13 mars 1999 sur M6

- États-Unis : 5,30 millions de téléspectateurs

- Max Perlich (Whistler)
- Seth Green (Oz)
- Kristine Sutherland (Joyce Summers)
- James Marsters (Spike)
- Juliet Landau (Drusilla)
- Armin Shimerman (Principal Snyder)
- Julie Benz (Darla)
- Bianca Lawson (Kendra Young)
- Richard Riehle (Merrick)
- Jack McGee (Doug Perren)

### Épisode 22:Acathla, partie 2
- États-Unis : 19 mai 1998 sur The WB
- France : 20 mars 1999 sur M6

- États-Unis : 6,40 millions de téléspectateurs

- Max Perlich (Whistler)
- Seth Green (Oz)
- Kristine Sutherland (Joyce Summers)
- James Marsters (Spike)
- Juliet Landau (Drusilla)
- Armin Shimerman (Principal Snyder)
- Robia LaMorte (Jenny Calendar)
- James G. MacDonald (l'inspecteur Stein)

## DVD
La saison 2 en DVD se présente sous la forme d'un coffret de 6 DVD comprenant les 22 épisodes de la saison ainsi que les versions commentées des épisodes suivants :
- Dévotion commenté par David Greenwalt
- Kendra, partie 1 commenté par Marti Noxon
- Kendra, partie 2 commenté par Marti Noxon
- Innocence, partie 2 commenté par Joss Whedon

Parmi les autres bonus figurent plusieurs documentaires sur :
- les décors de la série
- le bestiaire
- le maquillage